# 塞纳河畔基耶伯夫
塞纳河畔基耶伯夫（法語：Quillebeuf-sur-Seine，法語發音：[kijbœf syʁ sɛn]）是法国厄尔省的一个市镇，位于该省西北部，属于贝尔奈区。

## 地理
塞纳河畔基耶伯夫（49°28'19"N, 0°31'34"E）面积10.11 平方千米，位于法国诺曼底大区厄尔省，该省份为法国北部内陆省份，北起滨海塞纳省，西接奧恩省和卡爾瓦多斯省，南至厄尔-卢瓦省，东临瓦兹省、瓦兹河谷省和伊夫林省。
与塞纳河畔基耶伯夫接壤的市镇（或旧市镇、城区）包括：马赖韦尼耶、利勒博讷、塞纳河畔热罗姆港、圣让德福勒维尔、唐卡维尔。

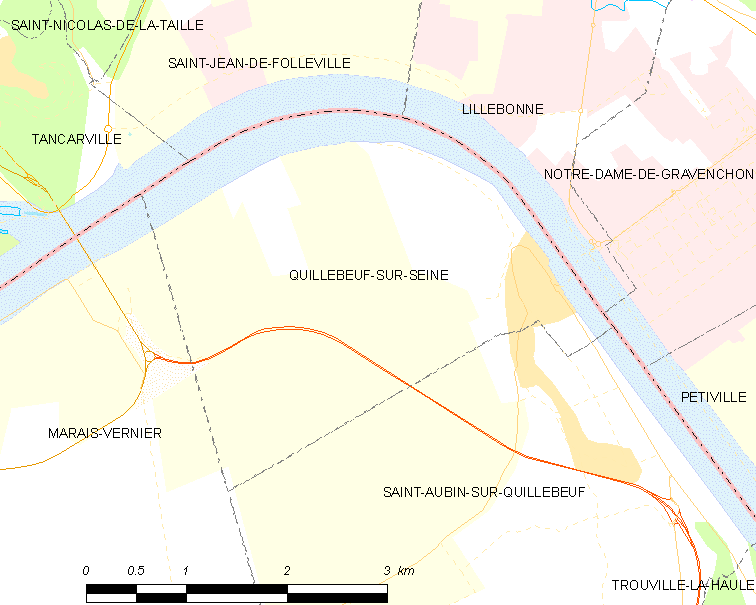
塞纳河畔基耶伯夫的OSM定位图

塞纳河畔基耶伯夫的时区为UTC+01:00、UTC+02:00（夏令时）。

## 行政
塞纳河畔基耶伯夫的邮政编码为27680，INSEE市镇编码为27485。

## 政治
塞纳河畔基耶伯夫所属的省级选区为阿沙尔堡县。

## 人口

1962-2008年间塞纳河畔基耶伯夫人口变化图示

塞纳河畔基耶伯夫于2022年1月1日时的人口数量为838人。